# Mitch Vogel
Mitchel L "Mitch" Vogel (17 de enero de 1956) es un ex actor infantil estadounidense.
Comenzó su carrera como actor profesional a la edad de diez años. Vogel es quizás más conocido por su papel como el huérfano de cabeza roja, Jamie Hunter-Cartwright en la serie de westerns de la NBC western Bonanza, así como por sus papeles en el cine; como Tommy Norte en Yours, Mine and Ours y como Lucius McCaslin en Los rateros.